# Record del mondo di speedcubing
Le seguenti tabelle riportano i record del cubo di rubikone mondo delle discipline di speedcubing riconosciute dalla WCA.

## Record attuali di tutte le discipline ufficiali
La seguente tabella riporta i record del mondo attuali per ognuna delle 17 discipline di speedcubing riconosciute dalla WCA.
Aggiornato al 12 agosto 2025.
| Disciplina         | Singolo                 | Risultato   | Competizione                                 | Media                | Risultato | Competizione                           |
| ------------------ | ----------------------- | ----------- | -------------------------------------------- | -------------------- | --------- | -------------------------------------- |
| 2×2×2              | Teodor Zajder           | 0,43        | Warsaw Cube Masters 2023                     | Yiheng Wang (王艺衡) | 0,88      | Hangzhou Open 2024                     |
| 3×3×3              | Xuanyi Geng (耿暄一)    | 3,05        | Shenyang Spring 2025                         | Yiheng Wang (王艺衡) | 3,90      | Taizhou Open 2025                      |
| 4×4×4              | Max Park                | 15,71       | Colorado Mountain Tour - Evergreen 2024      | Tymon Kolasiński     | 19,17     | Hvidovre NxN 2025                      |
| 5×5×5              | Tymon Kolasiński        | 30,45       | DuPage Fall 2024                             | Tymon Kolasiński     | 34,31     | WCA World Championship 2025            |
| 6×6×6              | Max Park                | 57,69       | Burbank Big Cubes 2025                       | Max Park             | 1:05,66   | CubingUSA Western Championship 2024    |
| 7×7×7              | Max Park                | 1:34,15     | Rubik's WCA North American Championship 2024 | Max Park             | 1:39,68   | Nub Open Yucaipa 2024                  |
| 3×3×3 BLD1         | Tommy Cherry            | 12,00       | Triton Tricubealon 2024                      | Tommy Cherry         | 14,05     | Rubik's WCA European Championship 2024 |
| 3×3×3 OH2          | Dhruva Sai Meruva       | 5,66        | Swiss Nationals 2024                         | Luke Garrett         | 7,72      | Chicagoland Newcomers 2025             |
| 3×3×3 FMC3         | Sebastiano Tronto       | 16          | FMC 2019                                     | Radomił Baran        | 16,67     | 5BLD Masters Opole 2025                |
| Megaminx           | Aidan Grainger          | 22,89       | Weston-super-Mare Spring 2025                | Timofei Tarasenko    | 25,36     | Central Asian Tour Astana 2025         |
| Pyraminx           | Simon Kellum            | 0,73        | Middleton Meetup Thursday 2023               | Sebastian Lee        | 1,15      | Maitland Spring 2024                   |
| Square-1           | Ryan Pilat              | 3,41        | Wichita Family ArtVenture 2024               | Sameer Aggarwal      | 4,63      | Cubing in Southern Oregon 2025         |
| Clock              | Volodymyr Kapustianskyi | 1,64        | Moorhead Madness 2025                        | Lachlan Gibson       | 2,28      | Puzzling Papatoetoe 2025               |
| Skewb              | Carter Kucala           | 0,75        | Going Fast in Grandview 2024                 | Ignacy Samselski     | 1,37      | CFL Justynów 2025                      |
| 4×4×4 BF1          | Stanley Chapel          | 51,96       | 4BLD in a Madison Hall 2023                  | Stanley Chapel       | 59,39     | New York Multimate PBQ II 2025         |
| 5×5×5 BF1          | Stanley Chapel          | 2:02,28     | Great Lakes Championship 2025                | Stanley Chapel       | 2:27,63   | Michigan Cubing Club Epsilon 2019      |
| 3×3×3 Multi Blind4 | Rowe Hessler            | 63/66 59:50 | New York Multimate PBQ 2025                  |                      |           |                                        |

1 - Da bendati (Blindfolded, BLD)
2 - Con una mano (One handed, OH)
3 - Nel minor numero di mosse (Fewest moves,FMC)
4 - Più di un cubo da bendati

## Record nelle discipline non più ufficiali
La seguente tabella riporta i record mondiali del Rubik's Magic, del Rubik's Master Magic e del 3x3x3 WF (con i piedi).
Dato che le discipline non sono più ufficiali, questi record non possono essere migliorati al momento.
| Disciplina   | Singolo             | Risultato | Torneo                     | Media         | Risultato | Torneo                     |
| ------------ | ------------------- | --------- | -------------------------- | ------------- | --------- | -------------------------- |
| Magic        | Yuxuan Wang         | 0,69      | Beijing Spring 2011        | Yuxuan Wang   | 0,76      | Beijing Summer Open 2011   |
| Master Magic | Yuxuan Wang         | 1,66      | Tianjin Winter 2012        | Ernie Pulchny | 1,75      | US Nationals 2011          |
| 3x3x3 WF1    | Mohammed Aiman Koli | 15,56     | VJTI Mumbai Cube Open 2019 | Lim Hung      | 19,90     | VJTI Mumbai Cube Open 2019 |

1 - Con i piedi (With feet)

## Storico dei record del Cubo di Rubik
La tabella seguente riporta la storia del record mondiale su una singola risoluzione del Cubo di Rubik nelle competizioni ufficiali della World Cube Association. Ad oggi il primo record ufficiale stabilito da Minh Thai dal 1982 è stato battuto 37 volte e migliorato di oltre 19 secondi. I tempi della tabella sono riportati dal più recente al più vecchio.
Aggiornato al 12 agosto 2025.
| Speedcuber        | Tempo | Competizione                         |
| ----------------- | ----- | ------------------------------------ |
| Xuanyi Geng       | 3,05  | Shenyang Spring 2025                 |
| Yiheng Wang       | 3,08  | XMUM Cube Open 2025                  |
| Max Park          | 3,13  | Pride in Long Beach 2023             |
| Yusheng Du        | 3,47  | Wuhu Open 2018                       |
| Feliks Zemdegs    | 4,22  | Cube for Cambodia 2018               |
| Feliks Zemdegs    | 4,59  | Hobart Summer 2018                   |
| SeungBeom Cho     | 4,59  | ChicaGhosts 2017                     |
| Patrick Ponce     | 4,69  | Rally In The Valley 2017             |
| Feliks Zemdegs    | 4,73  | POPS Open 2016                       |
| Mats Valk         | 4,74  | Jawa Timur Open 2016                 |
| Lucas Etter       | 4,90  | River Hill Fall 2015                 |
| Collin Burns      | 5,25  | Doylestown Spring 2015               |
| Mats Valk         | 5,55  | Zonhoven Open 2013                   |
| Feliks Zemdegs    | 5,66  | Melbourne Winter Open 2011           |
| Feliks Zemdegs    | 6,18  | Melbourne Winter Open 2011           |
| Feliks Zemdegs    | 6,24  | Kubaroo Open 2011                    |
| Feliks Zemdegs    | 6,65  | Kubaroo Open 2011                    |
| Feliks Zemdegs    | 6,65  | Melbourne Summer 2011                |
| Feliks Zemdegs    | 6,77  | Melbourne Cube Day 2010              |
| Feliks Zemdegs    | 7,03  | Melbourne Cube Day 2010              |
| Erik Akkersdijk   | 7,08  | Czech Open 2008                      |
| Yu Nakajima       | 8,72  | Kashiwa Open 2008                    |
| Yu Nakajima       | 8,72  | Kashiwa Open 2008                    |
| Edouard Chambon   | 9,18  | Murcia Open 2008                     |
| Ron van Bruchem   | 9,55  | Dutch Championship 2007              |
| Erik Akkersdijk   | 9,77  | Dutch Open 2007                      |
| Thibaut Jacquinot | 9,86  | Spanish Open 2007                    |
| Edouard Chambon   | 10,36 | Belgian Open 2007                    |
| Toby Mao          | 10,48 | US Nationals 2006                    |
| Leyan Lo          | 11,13 | Caltech Winter 2006                  |
| Jean Pons         | 11,75 | Dutch Open 2005                      |
| Shotaro Makisumi  | 12,11 | Caltech Spring 2004                  |
| Shotaro Makisumi  | 13,93 | Caltech Spring 2004                  |
| Shotaro Makisumi  | 14,76 | Caltech Winter 2004                  |
| Shotaro Makisumi  | 15,07 | Caltech Winter 2004                  |
| Jess Bonde        | 16,53 | World Rubik's Cube Championship 2003 |
| Dan Knight        | 16,71 | World Rubik's Cube Championship 2003 |
| Minh Thai         | 22,95 | World Rubik's Cube Championship 1982 |

## Storico dei record del Cubo 4×4×4
La tabella seguente riporta la storia del record mondiale su una singola risoluzione del Cubo 4×4×4 nelle competizioni ufficiali della World Cube Association. Ad oggi il primo record ufficiale stabilito da Masayuki Akimoto dal 2003 è stato battuto 49 volte e migliorato di oltre 1 minuto. I tempi della tabella sono riportati dal più recente al più vecchio.
Aggiornato al 12 agosto 2025.
| Speedcuber       | Tempo   | Competizione                            |
| ---------------- | ------- | --------------------------------------- |
| Max Park         | 15,71   | Colorado Mountain Tour - Evergreen 2024 |
| Max Park         | 15,83   | Nub Open Yucaipa 2024                   |
| Max Park         | 16,79   | Bay Area Speedcubin' 29 PM 2022         |
| Max Park         | 16,86   | CubingUSA Western Championship 2021     |
| Max Park         | 17,18   | CubingUSA Western Championship 2021     |
| Sebastian Weyer  | 17,42   | Danish Open 2019                        |
| Sebastian Weyer  | 18,25   | German Nationals 2019                   |
| Max Park         | 18,42   | SacCubing IV 2018                       |
| Sebastian Weyer  | 18,84   | German Open 2018                        |
| Feliks Zemdegs   | 19,36   | LatAm Tour - Arequipa 2017              |
| Sebastian Weyer  | 19,41   | Berlin Summer Cube Days 2017            |
| Feliks Zemdegs   | 21,54   | China Championship 2015                 |
| Sebastian Weyer  | 21,97   | Euro 2014                               |
| Sebastian Weyer  | 24,33   | Velbert Easter Open 2014                |
| Feliks Zemdegs   | 24,66   | Lifestyle Seasons Summer 2014           |
| Sebastian Weyer  | 24,67   | Duisburg Winter 2014                    |
| Feliks Zemdegs   | 25,34   | Shepparton Winter 2013                  |
| Sebastian Weyer  | 26,44   | Velbert Open 2013                       |
| Feliks Zemdegs   | 26,75   | Australian Nationals 2012               |
| Mats Valk        | 26,77   | German Open 2012                        |
| Mats Valk        | 30,02   | Dutch Nationals 2011                    |
| Feliks Zemdegs   | 30,28   | Australian Nationals 2011               |
| Feliks Zemdegs   | 30,88   | Melbourne Winter Open 2011              |
| Feliks Zemdegs   | 31,05   | Kubaroo Open 2011                       |
| Sebastian Weyer  | 31,66   | Hamburg Open 2011                       |
| Feliks Zemdegs   | 31,97   | Melbourne Cube Day 2010                 |
| Feliks Zemdegs   | 34,41   | Asian Championship 2010                 |
| Feliks Zemdegs   | 34,72   | Asian Championship 2010                 |
| Haixu Zhang      | 35,40   | Guangzhou Big Cubes 2010                |
| Feliks Zemdegs   | 35,55   | New Zealand Champs 2010                 |
| Dan Cohen        | 36,46   | World Championship 2009                 |
| Syuhei Omura     | 39,28   | Japan Open 2009                         |
| Erik Akkersdijk  | 39,83   | German Open 2009                        |
| Erik Akkersdijk  | 40,05   | Aachen Open 2009                        |
| Yumu Tabuchi     | 41,16   | Japan Open 2008                         |
| Erik Akkersdijk  | 41,31   | Dutch Masters 2008                      |
| Erik Akkersdijk  | 43,72   | Aachen Open 2009                        |
| Keisuke Hiraya   | 45,15   | Tokyo Open 2008                         |
| Dan Cohen        | 46,03   | Da Vince Science Center 2008            |
| Mátyás Kuti      | 46,63   | UK Open 2007                            |
| Michael Fung     | 51,16   | Dutch Open 2006                         |
| Yūki Hayashi     | 54,13   | World Championship 2005                 |
| Chris Hardwick   | 55,38   | Caltech Dallas 2005                     |
| Yūki Hayashi     | 1:00,38 | Kyoto 2005                              |
| Frédérick Badie  | 1:01,52 | France 2005                             |
| Frank Morris     | 1:08,12 | Caltech Winter 2005                     |
| Lars Vandenbergh | 1:09,11 | Euro 2004                               |
| Frédérick Badie  | 1:12,49 | Euro 2004                               |
| Chris Hardwick   | 1:12,85 | US Nationals 2004                       |
| Masayuki Akimoto | 1:20,16 | World Championship 2003                 |

## Storico dei record del Cubo di Rubik da bendati
La tabella seguente riporta i record delle risoluzioni del cubo di rubik bendati, disciplina introdotta nel 2003 al World Rubik's Cube Championship 2003. Il tempo contiene sia la fase di memorizzazione sia la fase di risoluzione bendati. I tempi sono riportati dal più recente al più vecchio.
Aggiornato al 12 agosto 2025.
| Speedcuber          | Tempo   | Competizione                          |
| ------------------- | ------- | ------------------------------------- |
| Tommy Cherry        | 12,00   | Triton Tricubealon 2024               |
| Charlie Eggins      | 12,10   | Australian Nationals 2023             |
| Tommy Cherry        | 12,78   | 4BLD in a Madison Hall 2023           |
| Tommy Cherry        | 12,97   | GA Cubers Personal Best Quest 2022    |
| Tommy Cherry        | 14,51   | CubingUSA Southeast Championship 2022 |
| Tommy Cherry        | 14,61   | Florida Big & Blind & Time 2022       |
| Tommy Cherry        | 14,67   | Florida Fall 2021                     |
| Tommy Cherry        | 15,27   | Florida Returns 2021                  |
| Max Hilliard        | 15,50   | CubingUSA Nationals 2019              |
| Jack Cai            | 16,22   | Koalafication Brisbane 2019           |
| Max Hilliard        | 16,55   | Puget Sound NxNxN 2018                |
| Jeff Park           | 17,20   | DFW Cubing Fiesta September 2018      |
| Jeff Park           | 17,33   | DFW Cubing Fiesta July 2018           |
| Max Hilliard        | 17,55   | Mental Breakdown Summer 2018          |
| Jeff Park           | 17,85   | Dallas Fort Worth 2018                |
| Max Hilliard        | 17,87   | Texas BLD Showdown 2017               |
| Juan Pablo Huanqui  | 18,31   | LatAm Tour - Lima 2017                |
| Kaijun Lin (林恺俊) | 18,50   | Shanghai Winter is Coming 2016        |
| Kaijun Lin (林恺俊) | 21,05   | China Championship 2015               |
| Marcin Kowalczyk    | 21,17   | PLS Szczecin 2014                     |
| Marcin Kowalczyk    | 23,19   | Bydgoszcz Summer 2014                 |
| Marcin Zalewski     | 23,80   | Polish Nationals 2013                 |
| Marcell Endrey      | 26,36   | Euro 2012                             |
| Marcell Endrey      | 27,65   | Zune Open 2012                        |
| Marcell Endrey      | 28,80   | Zonhoven Open 2012                    |
| Yuhui Xu            | 30,58   | Suzhou Open 2011                      |
| Gabriel Casillas    | 30,90   | Tulancingo Open 2010                  |
| Haiyan Zhuang       | 30,94   | Xi'an Spring 2010                     |
| Haiyan Zhuang       | 32,27   | Shanghai Winter 2010                  |
| Haiyan Zhuang       | 35,91   | Shanghai Winter 2010                  |
| Haiyan Zhuang       | 35,96   | Beijing Summer Open 2009              |
| Haiyan Zhuang       | 45,55   | Hong Kong Open 2009                   |
| Haiyan Zhuang       | 47,22   | Beijing Metropolis Open 2009          |
| Ville Seppänen      | 48,05   | Swedish Cube Day 2008                 |
| Ville Seppänen      | 54,06   | Tampere Open 2008                     |
| Rafal Guzewicz      | 54,22   | Polish Open 2008                      |
| Alexander Yu        | 1:00,62 | Princeton Open 2008                   |
| Danyang Chen        | 1:10,27 | Beijing Open 2007                     |
| Chris Krueger       | 1:15,60 | Canadian Open 2007                    |
| Leyan Lo            | 1:28,82 | Chattahoochee 2006                    |
| Leyan Lo            | 1:46,47 | World Championship 2005               |
| Tyson Mao           | 1:58,32 | Northern CA 2005                      |
| Shotaro Makisumi    | 2:18,58 | Caltech Dallas 2005                   |
| Leyan Lo            | 2:41,54 | Caltech Spring 2005                   |
| Shotaro Makisumi    | 2:57,97 | Caltech Winter 2005                   |
| Shotaro Makisumi    | 3:10,54 | Caltech Fall 2004                     |
| Shotaro Makisumi    | 3:36,85 | US Nationals 2004                     |
| Dror Vomberg        | 3:56,00 | World Rubik's Cube Championship 2003  |

## Migliori 10 speedcubers (per singolo)
La tabella seguente indica la lista dei 10 speedcubers che hanno risolto il cubo di Rubik in minor tempo in una singola risoluzione.
Aggiornato al 12 agosto 2025.
| Posizione | Speedcuber           | Tempo | Competizione                    |
| --------- | -------------------- | ----- | ------------------------------- |
| 1         | Xuanyi Geng (耿暄一) | 3,05  | Shenyang Spring 2025            |
| 2         | Yiheng Wang (王艺衡) | 3,06  | Singapore Mofunland Cruise 2025 |
| 3         | Max Park             | 3,13  | Pride in Long Beach 2023        |
| 4         | Ruihang Xu (许瑞航)  | 3,24  | WCA Asian Championship 2024     |
| 5         | Ryan Pilat           | 3,34  | DFW Cubing Summer 2025          |
| 6         | Luke Garrett         | 3,44  | Flag City Summer 2023           |
| 7         | Aaron Huynh          | 3,46  | KCKC 5 Fast and Furious 2024    |
| 8         | Yusheng Du (杜宇生)  | 3,47  | Wuhu Open 2018                  |
| 9         | Matty Hiroto Inaba   | 3,59  | Bay Area Speedcubin' 63 2024    |
| 10        | Tymon Kolasiński     | 3,66  | Flatåsen Open 2024              |

## Migliori 25 speedcubers (per media)
La tabella seguente indica la lista dei 25 speedcubers che hanno risolto il cubo di Rubik in minor tempo nella media di cinque risoluzioni.
Aggiornato al 12 agosto 2025.
| Posizione | Speedcuber             | Tempo | Competizione                   |
| --------- | ---------------------- | ----- | ------------------------------ |
| 1         | Yiheng Wang (王艺衡)   | 3,90  | Taizhou Open 2025              |
| 2         | Xuanyi Geng (耿暄一)   | 4,32  | Hangzhou Open 2024             |
| 3         | Yufang Du (杜昱方)     | 4,49  | Taizhou Open 2025              |
| 4         | Tymon Kolasiński       | 4,67  | Piła Open 2025                 |
| 5         | Ruihang Xu (许瑞航)    | 4,84  | Huzhou Open 2024               |
| 6         | Max Park               | 4,86  | Marshall Cubing September 2022 |
| 6         | Polonia Teodor Zajder  | 4,86  | Polonia GLS III 2025           |
| 8         | Luke Garrett           | 4,88  | Great Lakes Championship 2025  |
| 9         | Zhaokun Li (李昭昆)    | 4,94  | Luoyang Spring 2025            |
| 10        | Bofan Zhang (张博藩)   | 4,98  | Yancheng Open 2025             |
| 11        | Matty Hiroto Inaba     | 5,01  | HIT - Kona 2025                |
| 12        | Qixian Cao (曹岂娴)    | 5,07  | WCA World Championship 2025    |
| 13        | Zixuan Xu (徐子轩)     | 5,11  | Yunnan Open 2025               |
| 14        | Dylan Miller           | 5,21  | Southern Championship 2025     |
| 15        | Leo Borromeo           | 5,24  | Cebu New Year Open 2023        |
| 16        | Caleb Chen             | 5,26  | Queen City NC 2025             |
| 17        | Yangming Wang (王扬铭) | 5,28  | Taizhou Open 2025              |
| 18        | Muyang Liu (刘慕阳)    | 5,29  | Xuzhou Newcomers 2025          |
| 19        | Kyle Santucci          | 5,30  | Southern Alberta Cubing 2025   |
| 20        | Olaf Kuźmiński         | 5,33  | CFL Justynów 2025              |
| 21        | Lingkun Jiang (姜凌坤) | 5,35  | Chengdu Spring Open 2025       |
| 22        | Luke Griesser          | 5,38  | Swoop in and Solve Oxford 2025 |
| 23        | Zhen Chen (陈震)       | 5,41  | Taizhou Open 2025              |
| 24        | Caio Hideaki Sato      | 5,44  | Opentrópolis CEFET 2025        |
| 24        | Ryan Pilat             | 5,44  | Kansas Championship 2025       |
| 24        | Twan Dullemond         | 5,44  | Bavarian Open 2023             |

## Record mondiali imbattuti da più tempo
La seguente tabella riporta i record del mondo attualmente imbattuti da più tempo. Aggiornato al 12 agosto 2025.
| Puzzle             | Tipo    | Imbattuto dal | Risultato | Speedcuber        | Competizione                      |
| ------------------ | ------- | ------------- | --------- | ----------------- | --------------------------------- |
| 3×3×3 Fewest Moves | Singolo | 16/06/2019    | 16        | Sebastiano Tronto | FMC 2019                          |
| 5×5×5 Blind        | Media   | 15/12/2019    | 2:27,63   | Stanley Chapel    | Michigan Cubing Club Epsilon 2019 |
| 4×4×4 Blind        | Singolo | 29/01/2023    | 51,96     | Stanley Chapel    | 4BLD in a Madison Hall 2023       |
| 2×2×2              | Singolo | 05/11/2023    | 0,43      | Teodor Zajder     | Warsaw Cube Masters 2023          |
| Pyraminx           | Singolo | 21/12/2023    | 0,73      | Simon Kellum      | Middleton Meetup Thursday 2023    |
| 3×3×3 Blind        | Singolo | 11/02/2024    | 12,00     | Tommy Cherry      | Triton Tricubealon 2024           |
| Square-1           | Singolo | 02/03/2024    | 3,41      | Ryan Pilat        | Wichita Family ArtVenture 2024    |
| Skewb              | Singolo | 23/03/2024    | 0,75      | Carter Kucala     | Going Fast in Grandview 2024      |
| 7×7×7              | Media   | 20/04/2024    | 1:39,68   | Max Park          | Nub Open Yucaipa 2024             |
| 4×4×4              | Singolo | 08/06/2024    | 15,71     | Max Park          | CMT Evergreen 2024                |